# Blas Chumacero
Blas Chumacero Sánchez (Puebla de Zaragoza, Puebla, 18 de enero de 1905 - Ciudad de México, Distrito Federal, 12 de julio de 1997) fue un dirigente sindical y político mexicano, uno de los legisladores con mayor tiempo de permanencia en el Congreso de la Unión, que aportó, al lado de la Confederación de Trabajadores de México (CTM), la fundación del Instituto Mexicano del Seguro Social (IMSS) y del Instituto del Fondo Nacional de la Vivienda para los Trabajadores (Infonavit), y logró grandes avances en la lucha obrera.

## Semblanza
Fue hijo de los señores Zenón Chumacero Bueno y Josefa Sánchez Serrano, y estuvo casado con la señora Aurelia Corona, con quien tuvo dos hijos, Jaime y Rebeca Chumacero.
Blas Chumacero fue obrero textil durante su juventud, desde su puesto de trabajo se hizo líder de su sindicato y llegó a presidir la Federación de Trabajadores de Puebla (filial de la Confederación de Trabajadores de México) a partir de 1951 y donde permaneció durante 45 años consecutivos, hasta 1996 cuando se retiró por enfermedad.
Entre otras cosas, fue miembro fundador de la Confederación General de Obreros y Campesinos de México (CGOCM) en 1920, del Partido Nacional Revolucionario (PNR) en 1929, hoy Partido Revolucionario Institucional (PRI), y de la Confederación de Trabajadores de México en 1936.
Fue legislador durante 33 años, siendo diputado al Congreso de Puebla, seis veces diputado federal y dos veces senador, lo que le coloca entre los legisladores mexicanos con una de las carreras más largas en la historia del Congreso de la Unión de México.

## Actividades sindicales
- Secretario General del Sindicato "Unión, fuerza y progreso" de la Fábrica de San Alfonso ((Puebla).
- Miembro del Consejo Nacional de la Federación de Obreros y Campesinos del Estado de México.
- Secretario de Trabajo y Conflictos de la Confederación de Trabajadores de México (CTM).
- Secretario General Sustituto de Fidel Velázquez, Secretario General de la Confederación de Trabajadores de México (dicho cargo lo ejerció de manera vitalicia junto con otros líderes como Emilio M. González, Alfonso Sánchez Madariaga y otros).
- Secretario General de la Federación de Trabajadores de Puebla, filial de la Confederación de Trabajadores de México (FTP-CTM), de 1951 a 1996.
- Representante obrero ante la Junta Local de Conciliación y Arbitraje en el Estado de Puebla.

## Actividades legislativas
- Diputado a la XXXII Legislatura del Congreso de Puebla por el 1° Distrito Local Electoral del Estado de Puebla con cabecera en el Municipio de Puebla (1937-1938).
- Diputado a la XXXVIII Legislatura del Congreso de la Unión por el I Distrito Federal Electoral del Estado de Puebla con cabecera en el Municipio de Puebla (1940-1943)
- Diputado a la XL Legislatura del Congreso de la Unión por el I Distrito Federal Electoral del Estado de Puebla con cabecera en el Municipio de Puebla (1946-1949).
- Diputado a la XLII Legislatura del Congreso de la Unión por el I Distrito Federal Electoral del Estado de Puebla con cabecera en el Municipio de Puebla (1952-1955).
- Diputado a la XLIV Legislatura del Congreso de la Unión por el I Distrito Federal Electoral del Estado de Puebla con cabecera en el Municipio de Puebla (1958-1961).
- Diputado a la XLVI Legislatura del Congreso de la Unión por el I Distrito Federal Electoral del Estado de Puebla con cabecera en el Municipio de Puebla (1964-1967).
- Diputado a la XLVIII Legislatura del Congreso de la Unión por el I Distrito Federal Electoral del Estado de Puebla con cabecera en el Municipio de Puebla (1970-1973).
- Senador a las L y LI Legislaturas del Congreso de la Unión por el Estado de Puebla (1976-1979 y 1979-1982).
- Diputado a la LIII Legislatura del Congreso de la Unión por el I Distrito Federal Electoral del Estado de Puebla con cabecera en el Municipio de Puebla (1985-1988).
- Senador a las LIV y LV Legislaturas del Congreso de la Unión por el Estado de Puebla (1988-1991 y 1991-1994).